# Adrian Gibbs Brook
Adrian Gibbs Brook, né le 21 mai 1924 et mort le 10 juillet 2013 à Toronto au Canada, est un chimiste canadien. Il est professeur émérite de l'Université de Toronto. On lui doit un réarrangement qui porte son nom.

## Biographie
Diplômé de l'Université de Toronto en 1947, il y entreprend sa thèse de doctorat portant sur l'oxymercuration qu'il obtient en 1950 sous la direction de George F. Wright. En 1950-1951, il est maître de conférence à l'Université de la Saskatchewan. En 1951-1953, il est à l'Imperial College London auprès de R. P. Lindstead, puis à l'Université d'État de l'Iowa auprès de Henry Gilman.
Il retourne ensuite à Toronto comme maître de conférence (1953), professeur adjoint (1956), professeur agrégé (1960) et obtient une chaire de professeur de chimie en 1962.
Il est élu membre de la Société royale du Canada en 1977.

## Distinctions et récompenses
- 1973 : Prix Frederick Stanley Kipping de chimie des organosiliciés
- 1985 : Médaille de l’Institut de chimie du Canada
- 1994 : Prix commémoratif Izaak-Walton Killam